# Сертификат свободной продажи
Сертификат свободной продажи — документ, подтверждающий соответствие продукции требованиям законодательства страны экспортёра для обращения её внутри страны.

Выдаётся органами в области экспорта после проверки наличия разрешительных документов на товар экспортёра. Предназначен для облегчения экспорта продукции на территории иностранных рынков.

Сертификат подтверждает соответствие товара требованиям законодательства в области безопасности, государственным стандартам.

Может выдаваться на языке страны, в которую планируется экспорт товара.

## В России
На территории Российской Федерации сертификат свободной продажи выдаётся Российским экспортным центром.